# Нерозв'язані проблеми астрономії
Деякі з нерозв'язаних проблем астрономії є теоретичними, це означає, що наявні теорії здаються нездатними пояснити певне спостережуване явище або експериментальний результат. Інші проблеми є експериментальними, це означає, що існує складність у створенні експерименту для перевірки запропонованої теорії або більш детального дослідження явища. Деякі нерозв'язані питання в астрономії стосуються разових подій, незвичних явищ, які не повторювалися, і причини яких залишаються незрозумілими.

## Планетна астрономія
- Планетні системи: Як акреція формує планетарні системи?[1] Звідки взялася вода Землі?
- Чи є планети поза Нептуном? Яке пояснення видовжених орбіт групи об'єктів поясу Койпера?[2]
- Швидкість обертання Сатурна: Чому магнітосфера Сатурна проявляє (повільно змінну) періодичність, близьку до тієї, при якій обертаються хмари планети? Яка справжня швидкість обертання глибин Сатурна?[3]

## Зоряна астрономія та астрофізика
- Цикли сонячної активності: як Сонце генерує своє періодично обернене масштабне магнітне поле? Як інші зорі, схожі на Сонце, генерують свої магнітні поля, і чим схожі та відмінні їх цикли зоряної активності та цикли Сонця?[4] Що спричинило мінімум Маундера та інші великі мінімуми, і як сонячний цикл відновлюється з мінімального стану?
- Проблема коронального нагрівання: Чому корона Сонця настільки спекотніша, ніж поверхня Сонця? Чому ефект магнітного перез'єднання на багато порядків швидший, ніж передбачено стандартними моделями?
- Яке походження спектра зоряних мас? Тобто, чому астрономи спостерігають однаковий розподіл зоряних мас (функція початкової маси), ймовірно незалежний від початкових умов?[5]
- Наднові: Який точний механізм, завдяки якому колапс вмираючої зорі стає вибухом?
- p-ядра: Який астрофізичний процес відповідає за нуклеосинтез цих рідкісних ізотопів?
- Швидкі радіоімпульси: Що викликає ці короткі радіоімпульси з далеких галактик, тривалістю всього кілька мілісекунд кожний? Чому деякі швидкі радіоімпульси повторюються через непередбачувані інтервали, а більшість — ні? Запропоновано десятки моделей, але жодна не отримала широкого прийняття.[6]
- Частинка О-Боже-Мій та інші космічні промені надвисоких енергій: Які фізичні процеси створюють космічні промені, енергія яких перевищує межу ГЗК?[7]
- Природа KIC 8462852, загальновідомої як Зоря Таббі: Яке походження незвичних змін світності цієї зорі?

## Галактична астрономія та астрофізика
- Проблема обертання галактик: Чи темна матерія відповідає за різницю в спостережуваній та теоретичній швидкості зір, що обертаються навколо центру галактик, чи це щось інше?
- Співвідношення вік-металічність у галактичному диску: Чи існує універсальне співвідношення вік—металічність у галактичному диску (як у «тонкій», так і в «товстій» частини диска)? Хоча на локальному (насамперед тонкому) диску Чумацького Шляху немає жодних свідчень про сильний зв'язок між віком та металічністю,[8] вибірка з 229 сусідніх зір з «товстої» частини була використана для дослідження існування відношення вік-металічність у Галактичному товстому диску і вказала, що в товстому диску є співвідношення вік-металічність.[9][10] Зоряні віки, виміряні астеросейсмологією, підтверджують відсутність у Галактичному диску будь-яких сильних зв'язків вік-металічність.[11]
- Надяскраві рентгенівські джерела (НРД): що є джерелом рентгенівських променів, які не пов'язані з активними ядрами галактик, але перевищують межу Еддінгтона нейтронної зорі чи чорної діри зоряної маси? Вони обумовлені чорними дірами середньої маси? Деякі НРД є періодичними, що говорить про неізотропне випромінення нейтронної зорі. Це стосується всіх НРД? Як така система могла формуватися і залишатися стабільною?

## Чорні діри
- Гравітаційні сингулярності: Чи руйнується загальна теорія відносності всередині чорної діри через квантові ефекти, кручення чи інші явища?
- Теорема про волосся: Чи мають чорні діри внутрішню структуру? Якщо так, то як можна перевірити внутрішню структуру?
- Парадокс інформації в чорній дірі та випромінювання Гокінга: Чи виробляють чорні діри теплове випромінювання, як очікується на теоретичних підставах?[12] Якщо так, і чорні діри можуть випаровуватися, що відбувається з інформацією, що зберігається в них (оскільки квантова механіка не передбачає руйнування інформації)? Або радіація припиняється в якийсь момент, залишаючи залишки чорної діри?
- Фаєрвол: чи існує фаєрвол навколо чорної діри?[13]
- Проблема останнього парсека: схоже, є спостереження злиття надмасивних чорних дір, і те, що, здається, є парою в цьому проміжному діапазоні, спостерігалося у PKS 1302-102.[14] Однак теорія передбачає, що коли відстань між надмасивними чорними дірами зменшиться до приблизно одного парсека, для того, щоб орбіта була достатньо близько для злиття, знадобиться мільярди років — більше, ніж вік Всесвіту.[15]

## Космологія

Приблизний розподіл темної матерії та темної енергії у Всесвіті

- Темна матерія: Що таке темна матерія?[16] Це фундаментальна частинка? Це найлегший суперпартнер (LSP)? Чи вказують явища, віднесені до темної матерії, не на якусь форму матерії, а насправді на продовження сили тяжіння?
- Темна енергія: яка причина спостережуваного прискорення розширення Всесвіту (фаза де Сіттера)? Чому густина енергії темної енергетичної складової має таку ж величину, як і густина речовини в даний час, коли вони розвиваються з плином часу по-різному; чи може бути просто те, що ми спостерігаємо саме в потрібний час? Чи темна енергія є чистою космологічною постійною чи застосовні моделі квінтесенції, такі як фантомна енергія?
- Баріонна асиметрія Всесвіту: Чому в видимому Всесвіті набагато більше матерії, ніж антиматерії?
- Проблема космологічної сталої: Чому нульова енергія вакууму не викликає великої космологічної сталої? Що її скасовує?[17][18]
- Розмір і форма Всесвіту: Діаметр видимого Всесвіту становить близько 93 мільярдів світлових років, але який розмір усього Всесвіту? Що таке 3-многовид супутнього простору, тобто супутньої просторової частини Всесвіту, яка неофіційно називається «форма» Всесвіту? Наразі не відома ані кривина, ані топологія, хоча, як відомо, кривина наближається до нуля на масштабах, що спостерігаються. Гіпотеза про космічну інфляцію говорить про те, що форма Всесвіту може бути незмірною, але, починаючи з 2003 року, Жан-П'єр Люмінет з колегами та інші групи припустили, що форма Всесвіту може бути додекадральним простором Пуанкаре. Чи є форма незмірною; чи простором Пуанкаре; чи іншим 3-многовидом?
- Космічна інфляція: Чи є правильною теорія космічної інфляції у дуже ранньому Всесвіті, і якщо так, то які деталі цієї епохи? Яке гіпотетичне інфляційне скалярне поле спричинило цю космічну інфляцію? Якщо інфляція сталася в один момент, чи вона самозберігається через інфляцію квантово-механічних коливань і, таким чином, триває в якомусь надзвичайно віддаленому місці?[19]
- Проблема горизонту: Чому віддалений Всесвіт настільки однорідний, коли, здається, теорія Великого вибуху передбачає більші вимірювані анізотропії нічного неба, ніж ті, що спостерігаються? Космологічна інфляція загальноприйнята як рішення, але чи не є більш правильними інші можливі пояснення, такі як змінна швидкість світла[en]?
- Вісь зла: Деякі великі риси карти неба космічного мікрохвильового випромінення на відстані понад 13 мільярдів світлових років, схоже, узгоджуються як з рухом, так і з орієнтацією Сонячної системи. Це пов'язано з систематичними помилками в обробці, забрудненням результатів місцевими ефектами, або незрозумілим порушенням принципу Коперніка?
- Походження та майбутнє Всесвіту: як виникли умови для того, щоб щось існувало? Чи всесвіт прямує до Великого замерзання, Великого розриву, Великого стискання чи Великого відскоку[en]? Або це частина нескінченно повторюваної циклічної моделі?

## Позаземне життя
- Чи існує інше життя у Всесвіті? Зокрема, чи існує інше розумне життя? Якщо так, то яке пояснення парадоксу Фермі?[20][21]
- Природа Wow!-сигналу: Чи була ця особлива подія справжнім сигналом, і якщо так, то яке її походження?[22]